# Großer Preis von Frankreich 1987
Der Große Preis von Frankreich 1987 (offiziell Grand Prix de France) fand am 5. Juli auf dem Circuit Paul Ricard in Le Castellet statt und war das sechste Rennen der Formel-1-Weltmeisterschaft 1987.

## Berichte

### Hintergrund
Ein im Vergleich zum Großen Preis der USA zwei Wochen zuvor unverändertes Teilnehmerfeld trat zum sechsten WM-Lauf des Jahres in Le Castellet an.

### Training
Zum vierten Mal in Folge sicherte sich Nigel Mansell die Pole-Position. Alain Prost qualifizierte sich für den zweiten Startplatz vor Ayrton Senna und Nelson Piquet. Thierry Boutsen und Gerhard Berger bildeten die dritte Startreihe.

### Rennen
Nachdem die Reihenfolge an der Spitze auf den ersten Metern zunächst unverändert geblieben war, gelang es Piquet auf der Gegengeraden, Prost zu überholen und somit eine Williams-Doppelführung herzustellen. Senna folgte auf dem vierten Rang hinter Prost und vor den beiden Benetton von Boutsen und Teo Fabi.
In der 19. Runde verlor Piquet den zweiten Platz an Prost. Im Zuge der Boxenstopps gelangte er jedoch sowohl an Prost als auch an Mansell vorbei an die Spitze.
Als Piquet in Runde 46 einen kleinen Fahrfehler machte, konnte Mansell wieder die Führung übernehmen und das Rennen knapp vor seinem Teamkollegen gewinnen. Prost wurde Dritter vor Senna und Fabi, der trotz seines technischen Ausfalls kurz vor Schluss aufgrund seiner zurückgelegten Distanz als Fünfter gewertet wurde. Philippe Streiff erhielt als Sechster den letzten WM-Punkt des Tages.

## Meldeliste
| Team                           | Nr. | Fahrer             | Chassis        | Motor                         | Reifen |
| ------------------------------ | --- | ------------------ | -------------- | ----------------------------- | ------ |
| Marlboro McLaren International | 01  | Alain Prost        | McLaren MP4/3  | TAG/Porsche TTE PO1 1.5 V6t   | G      |
| Marlboro McLaren International | 02  | Stefan Johansson   | McLaren MP4/3  | TAG/Porsche TTE PO1 1.5 V6t   | G      |
| Data General Team Tyrrell      | 03  | Jonathan Palmer    | Tyrrell DG016  | Ford Cosworth DFZ 3.5 V8      | G      |
| Data General Team Tyrrell      | 04  | Philippe Streiff   | Tyrrell DG016  | Ford Cosworth DFZ 3.5 V8      | G      |
| Canon Williams Honda Team      | 05  | Nigel Mansell      | Williams FW11B | Honda RA167E 1.5 V6t          | G      |
| Canon Williams Honda Team      | 06  | Nelson Piquet      | Williams FW11B | Honda RA167E 1.5 V6t          | G      |
| Motor Racing Developments      | 07  | Riccardo Patrese   | Brabham BT56   | BMW M12/13 1.5 L4t            | G      |
| Motor Racing Developments      | 08  | Andrea de Cesaris  | Brabham BT56   | BMW M12/13 1.5 L4t            | G      |
| West Zakspeed Racing           | 09  | Martin Brundle     | Zakspeed 871   | Zakspeed 1500/4 1.5 L4t       | G      |
| West Zakspeed Racing           | 10  | Christian Danner   | Zakspeed 871   | Zakspeed 1500/4 1.5 L4t       | G      |
| Camel Team Lotus Honda         | 11  | Satoru Nakajima    | Lotus 99T      | Honda RA166E 1.5 V6t          | G      |
| Camel Team Lotus Honda         | 12  | Ayrton Senna       | Lotus 99T      | Honda RA166E 1.5 V6t          | G      |
| Team El Charro AGS             | 14  | Pascal Fabre       | AGS JH22       | Ford Cosworth DFZ 3.5 V8      | G      |
| Leyton House March Racing Team | 16  | Ivan Capelli       | March 871      | Ford Cosworth DFZ 3.5 V8      | G      |
| USF&G Arrows Megatron          | 17  | Derek Warwick      | Arrows A10     | Megatron M12/13 1.5 L4t       | G      |
| USF&G Arrows Megatron          | 18  | Eddie Cheever      | Arrows A10     | Megatron M12/13 1.5 L4t       | G      |
| Benetton Formula Ltd           | 19  | Teo Fabi           | Benetton B187  | Ford Cosworth GBA 1.5 V6 t    | G      |
| Benetton Formula Ltd           | 20  | Thierry Boutsen    | Benetton B187  | Ford Cosworth GBA 1.5 V6 t    | G      |
| Osella Squadra Corse           | 21  | Alex Caffi         | Osella FA1I    | Alfa Romeo 890T 1.5 V8t       | G      |
| Minardi F1 Team                | 23  | Adrián Campos      | Minardi M187   | Motori Moderni 615-90 1.5 V6t | G      |
| Minardi F1 Team                | 24  | Alessandro Nannini | Minardi M187   | Motori Moderni 615-90 1.5 V6t | G      |
| Ligier Loto                    | 25  | René Arnoux        | Ligier JS29B   | Megatron M12/13 1.5 L4t       | G      |
| Ligier Loto                    | 26  | Piercarlo Ghinzani | Ligier JS29B   | Megatron M12/13 1.5 L4t       | G      |
| Scuderia Ferrari SpA SEFAC     | 27  | Michele Alboreto   | Ferrari F1/87  | Ferrari 033D 1.5 V6t          | G      |
| Scuderia Ferrari SpA SEFAC     | 28  | Gerhard Berger     | Ferrari F1/87  | Ferrari 033D 1.5 V6t          | G      |
| Larrousse Calmels              | 30  | Philippe Alliot    | Lola LC87      | Ford Cosworth DFZ 3.5 V8      | G      |

## Klassifikationen

### Qualifying
| Pos. | Fahrer             | Konstrukteur           | 1. Qualifikationstraining | 1. Qualifikationstraining | 2. Qualifikationstraining | 2. Qualifikationstraining | Start |
| Pos. | Fahrer             | Konstrukteur           | Zeit                      | Ø-Geschwindigkeit         | Zeit                      | Ø-Geschwindigkeit         | Start |
| ---- | ------------------ | ---------------------- | ------------------------- | ------------------------- | ------------------------- | ------------------------- | ----- |
| 01   | Nigel Mansell      | Williams-Honda         | 1:06,454                  | 206,561 km/h              | 1:06,705                  | 205,784 km/h              | 01    |
| 02   | Alain Prost        | McLaren-TAG-Porsche    | 1:06,877                  | 205,254 km/h              | 1:07,843                  | 202,332 km/h              | 02    |
| 03   | Ayrton Senna       | Lotus-Honda            | 1:07,303                  | 203,955 km/h              | 1:07,024                  | 204,804 km/h              | 03    |
| 04   | Nelson Piquet      | Williams-Honda         | 1:07,270                  | 204,055 km/h              | 1:07,140                  | 204,450 km/h              | 04    |
| 05   | Thierry Boutsen    | Benetton-Ford          | 1:08,077                  | 201,636 km/h              | 1:08,176                  | 201,344 km/h              | 05    |
| 06   | Gerhard Berger     | Ferrari                | 1:08,198                  | 201,279 km/h              | 1:08,335                  | 200,875 km/h              | 06    |
| 07   | Teo Fabi           | Benetton-Ford          | 1:08,293                  | 200,999 km/h              | 1:11,815                  | 191,141 km/h              | 07    |
| 08   | Michele Alboreto   | Ferrari                | 1:08,390                  | 200,714 km/h              | 1:08,916                  | 199,182 km/h              | 08    |
| 09   | Stefan Johansson   | McLaren-TAG-Porsche    | 1:08,577                  | 200,166 km/h              | 1:09,095                  | 198,666 km/h              | 09    |
| 10   | Derek Warwick      | Arrows-Megatron        | 1:09,256                  | 198,204 km/h              | 1:08,800                  | 199,517 km/h              | 10    |
| 11   | Andrea de Cesaris  | Brabham-BMW            | 1:09,499                  | 197,511 km/h              | 1:08,949                  | 199,086 km/h              | 11    |
| 12   | Riccardo Patrese   | Brabham-BMW            | 1:09,458                  | 197,627 km/h              | 1:08,993                  | 198,959 km/h              | 12    |
| 13   | René Arnoux        | Ligier-Megatron        | 1:09,430                  | 197,707 km/h              | 1:09,970                  | 196,181 km/h              | 13    |
| 14   | Eddie Cheever      | Arrows-Megatron        | 1:09,828                  | 196,580 km/h              | 1:09,869                  | 196,465 km/h              | 14    |
| 15   | Alessandro Nannini | Minardi-Motori Moderni | 1:10,388                  | 195,016 km/h              | 1:09,868                  | 196,468 km/h              | 15    |
| 16   | Satoru Nakajima    | Lotus-Honda            | 1:12,268                  | 189,943 km/h              | 1:10,652                  | 194,287 km/h              | 16    |
| 17   | Piercarlo Ghinzani | Ligier-Megatron        | 1:10,798                  | 193,887 km/h              | 1:10,900                  | 193,608 km/h              | 17    |
| 18   | Martin Brundle     | Zakspeed               | 1:11,451                  | 192,115 km/h              | 1:11,170                  | 192,873 km/h              | 18    |
| 19   | Christian Danner   | Zakspeed               | 1:11,456                  | 192,101 km/h              | 1:11,389                  | 192,282 km/h              | 19    |
| 20   | Alex Caffi         | Osella-Alfa Romeo      | 1:12,167                  | 190,209 km/h              | 1:12,555                  | 189,192 km/h              | 20    |
| 21   | Adrián Campos      | Minardi-Motori Moderni | 1:13,145                  | 187,666 km/h              | 1:12,551                  | 189,202 km/h              | 21    |
| 22   | Ivan Capelli       | March-Ford             | 1:13,204                  | 187,514 km/h              | 1:12,654                  | 188,934 km/h              | 22    |
| 23   | Philippe Alliot    | Lola-Ford              | 1:13,026                  | 187,971 km/h              | 1:14,422                  | 184,445 km/h              | 23    |
| 24   | Jonathan Palmer    | Tyrrell-Ford           | 1:13,443                  | 186,904 km/h              | 1:13,474                  | 186,825 km/h              | 24    |
| 25   | Philippe Streiff   | Tyrrell-Ford           | 1:13,553                  | 186,625 km/h              | 1:13,525                  | 186,696 km/h              | 25    |
| 26   | Pascal Fabre       | AGS-Ford               | 1:14,699                  | 183,761 km/h              | 1:14,787                  | 183,545 km/h              | 26    |

### Rennen
| Pos. | Fahrer             | Konstrukteur           | Runden | Stopps | Zeit        | Start | Schnellste Runde |
| ---- | ------------------ | ---------------------- | ------ | ------ | ----------- | ----- | ---------------- |
| 01   | Nigel Mansell      | Williams-Honda         | 80     | 1      | 1:37:03,839 | 01    | 1:10,405         |
| 02   | Nelson Piquet      | Williams-Honda         | 80     | 2      | + 7,711     | 04    | 1:09,548         |
| 03   | Alain Prost        | McLaren-TAG-Porsche    | 80     | 1      | + 55,255    | 02    | 1:11,324         |
| 04   | Ayrton Senna       | Lotus-Honda            | 79     | 0      | + 1 Runde   | 03    | 1:12,231         |
| 05   | Teo Fabi           | Benetton-Ford          | 77     | 1      | DNF         | 07    | 1:12,101         |
| 06   | Philippe Streiff   | Tyrrell-Ford           | 76     | 0      | + 4 Runden  | 25    | 1:16,433         |
| 07   | Jonathan Palmer    | Tyrrell-Ford           | 76     | 0      | + 4 Runden  | 24    | 1:16,256         |
| 08   | Stefan Johansson   | McLaren-TAG-Porsche    | 74     | 1      | DNF         | 09    | 1:11,874         |
| 09   | Pascal Fabre       | AGS-Ford               | 74     | 0      | + 6 Runden  | 26    | 1:17,499         |
| –    | Gerhard Berger     | Ferrari                | 71     | 0      | DNF         | 06    | 1:11,675         |
| –    | Satoru Nakajima    | Lotus-Honda            | 71     | 0      | NC          | 16    | 1:14,524         |
| –    | Michele Alboreto   | Ferrari                | 64     | 0      | DNF         | 08    | 1:12,457         |
| –    | Derek Warwick      | Arrows-Megatron        | 62     | 0      | DNF         | 10    | 1:13,245         |
| –    | Philippe Alliot    | Lola-Ford              | 57     | 0      | DNF         | 23    | 1:15,984         |
| –    | Ivan Capelli       | March-Ford             | 52     | 0      | DNF         | 22    | 1:16,290         |
| –    | Adrián Campos      | Minardi-Motori Moderni | 52     | 0      | DNF         | 21    | 1:17,836         |
| –    | René Arnoux        | Ligier-Megatron        | 33     | 0      | DNF         | 13    | 1:13,845         |
| –    | Thierry Boutsen    | Benetton-Ford          | 31     | 0      | DNF         | 05    | 1:12,567         |
| –    | Christian Danner   | Zakspeed               | 26     | 0      | DNF         | 19    | 1:16,133         |
| –    | Piercarlo Ghinzani | Ligier-Megatron        | 24     | 0      | DNF         | 17    | 1:15,367         |
| –    | Alessandro Nannini | Minardi-Motori Moderni | 23     | 0      | DNF         | 15    | 1:14,248         |
| –    | Riccardo Patrese   | Brabham-BMW            | 19     | 0      | DNF         | 12    | 1:13,984         |
| –    | Martin Brundle     | Zakspeed               | 18     | 1      | DNF         | 18    | 1:15,549         |
| –    | Alex Caffi         | Osella-Alfa Romeo      | 11     | 0      | DNF         | 20    | 1:19,147         |
| –    | Andrea de Cesaris  | Brabham-BMW            | 0      | 0      | DNF         | 11    | 1:14,098         |
| –    | Eddie Cheever      | Arrows-Megatron        | 0      | 0      | DNF         | 14    | –                |

## WM-Stände nach dem Rennen
Die ersten sechs des Rennens bekamen 9, 6, 4, 3, 2 bzw. 1 Punkt(e).  In der Fahrerwertung wurden die besten elf Resultate, in der Konstrukteurswertung alle Resultate gewertet.

### Fahrerwertung
| Pos. | Fahrer            | Konstrukteur        | Punkte |
| ---- | ----------------- | ------------------- | ------ |
| 01   | Ayrton Senna      | Lotus-Honda         | 27     |
| 02   | Alain Prost       | McLaren-TAG-Porsche | 26     |
| 03   | Nelson Piquet     | Williams-Honda      | 24     |
| 04   | Nigel Mansell     | Williams-Honda      | 21     |
| 05   | Stefan Johansson  | McLaren-TAG-Porsche | 13     |
| 06   | Gerhard Berger    | Ferrari             | 9      |
| 07   | Michele Alboreto  | Ferrari             | 8      |
| 08   | Andrea de Cesaris | Brabham-BMW         | 4      |
| 09   | Eddie Cheever     | Arrows-Megatron     | 4      |
| 10   | Satoru Nakajima   | Lotus-Honda         | 3      |
| 11   | Thierry Boutsen   | Benetton-Ford       | 2      |
| 12   | Martin Brundle    | Zakspeed            | 2      |
| 13   | Jonathan Palmer   | Tyrrell-Ford        | 2      |
| 14   | Teo Fabi          | Benetton-Ford       | 2      |

| Pos. | Fahrer             | Konstrukteur           | Punkte |
| ---- | ------------------ | ---------------------- | ------ |
| 15   | René Arnoux        | Ligier-Megatron        | 1      |
| 16   | Ivan Capelli       | March-Ford             | 1      |
| 17   | Philippe Streiff   | Tyrrell-Ford           | 1      |
| 18   | Christian Danner   | Zakspeed               | 0      |
| 19   | Piercarlo Ghinzani | Ligier-Megatron        | 0      |
| 20   | Philippe Alliot    | Lola-Ford              | 0      |
| 21   | Riccardo Patrese   | Brabham-BMW            | 0      |
| 22   | Pascal Fabre       | AGS-Ford               | 0      |
| 23   | Derek Warwick      | Arrows-Megatron        | 0      |
| 24   | Alex Caffi         | Osella-Alfa Romeo      | 0      |
| –    | Alessandro Nannini | Minardi-Motori Moderni | 0      |
| –    | Adrián Campos      | Minardi-Motori Moderni | 0      |
| –    | Gabriele Tarquini  | Osella-Alfa Romeo      | 0      |

### Konstrukteurswertung
| Pos. | Konstrukteur        | Punkte |
| ---- | ------------------- | ------ |
| 01   | Williams-Honda      | 45     |
| 02   | McLaren-TAG-Porsche | 39     |
| 03   | Lotus-Honda         | 30     |
| 04   | Ferrari             | 17     |
| 05   | Brabham-BMW         | 4      |
| 06   | Arrows-Megatron     | 4      |
| 07   | Benetton-Ford       | 4      |
| 08   | Tyrrell-Ford        | 3      |

| Pos. | Konstrukteur           | Punkte |
| ---- | ---------------------- | ------ |
| 09   | Zakspeed               | 2      |
| 10   | Ligier-Megatron        | 1      |
| 11   | March-Ford             | 1      |
| 12   | Lola-Ford              | 0      |
| 13   | AGS-Ford               | 0      |
| 14   | Osella-Alfa Romeo      | 0      |
| –    | Minardi-Motori Moderni | 0      |